# هدرانج خشن السويق
هدرانج خشن السويق (الاسم العلمي:Hydrangea aspera) هو نوع من النباتات يتبع جنس الهدرانج من الفصيلة الهدرانجية.